# Metastáza

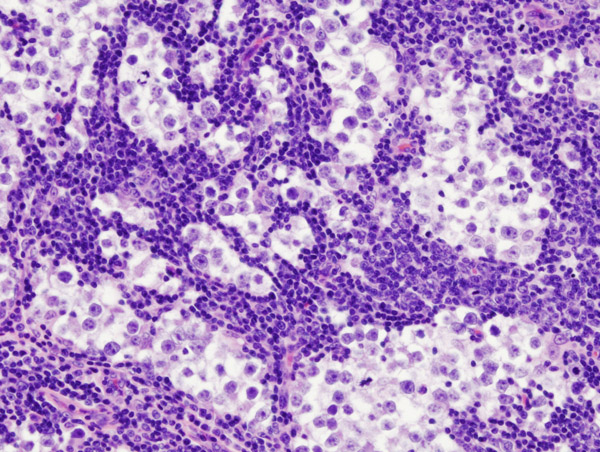
Histologický řez: metastázy v tkáni varlete

Metastáza (z řeckého μετά, změna a στάσις, místo; tedy vystěhování) je druhotné ložisko nádorových buněk nebo infekce, které vzniklo odtržením části nádorových buněk či infekčního agens od primárního ložiska a následným šířením krevními, lymfatickými cestami nebo přímým rozsevem po organismu. Schopnost metastazovat je jedním ze základních znaků malignity nádorových onemocnění.
Pouze velmi malé procento nemocných u onkologických onemocnění umírá následkem velikosti primárního tumoru. Nejčastěji je úmrtí způsobeno právě vznikem metastáz, jejichž tvorba je velmi složitá a má komplikovaný proces.

## Infekční metastázy
Někteří parazité mohou v organismu vytvářet sekundární ložiska odtržením buněk od primárního ložiska a roznesením do dalších oblastí krví či lymfou. Termín "metastáza" je však u infekčních původců nemocí málo používán. Metastázy mohou vytvářet například měchožil bublinatý a měchožil zhoubný.